# Reacción termonuclear
Una reacción termonuclear es un proceso nuclear que libera gran cantidad de energía en forma de radiación electromagnética o  de partículas. Usualmente las reacciones termonucleares se clasifican en reacciones de fusión nuclear y de fisión nuclear. El primer tipo se produce en el sol y las estrellas y es el proceso por el cual transforma energía, el segundo proceso es la reacción en la que el núcleo de un átomo pesado, al capturar un neutrón incidente, se divide en dos o más núcleos de átomos más ligeros, emitiendo en el proceso neutrones, rayos gamma y grandes cantidades de energía, es el usado en las centrales nucleares convencionales.
- Datos: Q6101632